# Algo está cambiando
Algo está cambiando es una telenovela chilena de drama romántico creada por Alfredo Rates y Pamela Soriano. Se estrenó por Megavisión el 8 de marzo de 1999, y concluyó el 23 de julio de 1999. Protagonizada por Carolina Fadic y Renato Munster.
La producción obtuvo un alto costo de producción. Las locaciones del rodaje se facturaron entre Santiago de Chile, Johannesburgo y Ciudad del Cabo (Sudáfrica). Sin embargo, obtuvo una deficiente audiencia, con un promedio de 8,8 puntos de rating. Fue ampliamente derrotada en horario por La Fiera de TVN y Fuera de control de Canal 13. Si bien, se estrenó en horario vespertino de las 20 horas, con el paso del tiempo se comenzó a transmitir en el horario nocturno de las 22 horas, transformándose así en la primera telenovela nocturna chilena. La baja sintonía que obtuvo significó la desvinculación de AD Producciones como realizadores de ficción y la paralización en la producción de telenovelas hasta 2006.

## Sinopsis
La periodista Karen Steinlein (Carolina Fadic), descubre que su amor de juventud, Tomás Zúñiga (Renato Munster), es el geólogo a cargo del hallazgo de La Estrella del Sur, un valioso diamante en Sudáfrica. Diez años antes, su relación fue destruida por ambiciones familiares y mantuvo su amor en el olvido. 
Ahora, el diamante robado llega a Chile, reuniendo a Karen y Tomás, pero también desatando secretos familiares, traiciones y la amenaza de la prometida de Tomás, Javiera Risopatrón (María José Prieto). Mientras se acerca el cambio de milenio, Karen deberá enfrentar su pasado y cumplir la promesa de amor que una vez hizo con Tomás.

## Elenco
- Carolina Fadic como Karen Steinlein.
- Renato Münster como Tomás Zúñiga.
- Alex Zissis como Ricardo Steinlein.
- Alejandro Castillo como Adrián Zúñiga.
- Carolina Arregui como Marta Echeverría "La calavera"
- Fernando Kliche como Charly Quesney.
- Liliana García como Alicia Blanche.
- Paula Sharim como Marcela Lira.
- Rodrigo Bastidas como Gonzalo Echeverría.
- María José Prieto como Javiera Risopatrón.
- Carlos Díaz como Bastián Mayer.
- Berta Lasala como Pilar Marambio.
- Liliana Ross como Gloria Risopatrón.
- Gloria Laso como Isabel Risopatrón.
- Marcela Medel como Leonor Machuca.
- Samuel Villarroel como Baroli Ausencio.
- Magdalena Max-Neef como Rocío Larrondo.
- Nicolás Fontaine como Mauricio Braun.
- Catalina Olcay como Daniela Ramírez / La Gata.
- Carlos Embry como Esteban.
- Camila Videla como Jacinta Machuca.
- José Luis Briceño como Claudio Marín.
- Catherine Mazoyer como Andrea Marín.
- Álvaro Espinoza como Wilson Salazar.
- Carlos Concha como Guillermo Troncoso.
- Violeta Vidaurre como Virginia viuda de Galindo "La Abuela".
- Aníbal Reyna como René Galindo.
- Teresita Reyes como Sufrida de Galindo.
- Loreto Araya-Ayala como Olivia.
- Daniel Alcaíno como José Galindo.
- Macarena Darrigrandi como Fanny Galindo
- Sergio Guajardo como Pedro Petriqueo "Polenta"
- Samuel Guajardo como Eusebio Acuña "Acuña"
- Antonella Orsini como Francisca Steinlein.
- Matías Vega como Cristóbal Echeverría.
- Pedro Rivadeneira como Cristián Peña.
- Yasmín Valdés como Fabiola Rodríguez.
- Carolina Varleta como Natalia González.
- Paloma Aliaga como Viviana.
- Marcela Espinoza como Cecilia Ramírez.
- Édgar Vivar como Patricio Cabrera "La Calavera"

## Realizadores
- Presidente ejecutivo de AD Producciones: Bertolomé Dezerega
- Director ejecutivo de contenidos: Ricardo Miranda
- Director de producción: Carlos Humeres
- Autor: Alfredo Rates
- Guion: Alfredo Rates y Pamela Soriano
- Director de telenovela: Herval Abreu
- Productor de telenovela: Cecilia Ramírez

## Banda sonora
- Quiero que me quieras (Glup!): Tema de apertura de la teleserie; correspondía a una versión especial del tema incluido en el álbum "1999" del grupo liderado por Koko Stambuk.
- Aventurera (Alberto Plaza)
- Cuando te Beso (Juan Luis Guerra)
- Mi PC (Juan Luis Guerra)
- Me muero de amor (Natalia Oreiro)
- Hoy (Alejandro Lerner)
- Mai, Mai (Kabah)
- Ya no es lo mismo (Pandora)